# Ernesto Cesàro

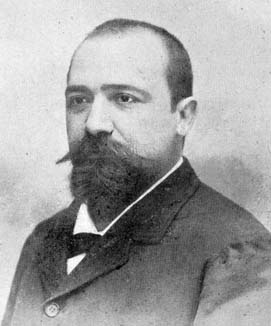
Ernesto Cesàro

Ernesto Cesàro (* 12. März 1859 in Neapel; † 12. September 1906 in Torre Annunziata) war ein italienischer Mathematiker.

## Leben
Cesàro wuchs in für die Familie schwierigen wirtschaftlichen Zeiten des Umbruchs (siehe Risorgimento) in Torre Annunziata auf, wo sein Vater einen landwirtschaftlichen Betrieb führte. Nach seiner Schulausbildung in Neapel und Nola wurde Ernesto 1873 von seinem Vater nach Lüttich geschickt, wo sein älterer Bruder Giuseppe Raimondo Pio Cesàro Dozent für Mineralogie und Kristallographie an der École des mines war. Da seine Bemühungen um eine Aufnahme an einer italienischen Universität zunächst erfolglos blieben, studierte er in Lüttich bei Eugène Charles Catalan Mathematik.
Cesàro kehrte nach Torre Annunziata zurück und heiratete dort. Der Tod seines Vaters 1879 verschärfte die finanziellen Probleme seiner Familie, aber schließlich konnte er auf Basis eines Stipendiums 1882 erneut nach Belgien gehen und seine Studien fortsetzen. Dort veröffentlichte er im darauf folgenden Jahr seine erste Abhandlung Sur diverses questions d'arithmétique. Cesàro besuchte in dieser Lütticher Zeit auch Paris, wo er Vorlesungen bei Charles Hermite, Jean Gaston Darboux, Joseph Serret und anderen hörte.
Nach einem Zwist mit einem Professor in Lüttich kehrte er ohne einen Abschluss nach Italien zurück. Unterstützt durch Luigi Cremona und Ulisse Dini erlangte er ein weiteres Stipendium, das ihm ab 1884 Forschungen an der Universität von Rom erlaubte. In den folgenden zwei Jahren schrieb er acht Arbeiten über Themen aus Arithmetik, Funktionentheorie, Wahrscheinlichkeitstheorie und, beeinflusst durch Darboux, Differentialgeometrie. Er hatte bereits eine Position am Terenzio Mamiani inne, als er 1887 promoviert wurde. Anschließend nahm er das Angebot zu einer Dozentenstelle in Palermo an. Ab 1891 hatte er einen Lehrstuhl für Analysis in Neapel inne, wo er bis zu seinem Tode blieb. 1895 wurde er zum korrespondierenden Mitglied der Accademia dei Lincei gewählt. 1900 wurde er als assoziiertes Mitglied in die Académie royale des Sciences, des Lettres et des Beaux-Arts de Belgique aufgenommen.
Cesàro kam unter tragischen Umständen ums Leben. Bei dem Versuch, während eines Badeaufenthalts in Torre Annunziata seinem in Not geratenen 17-jährigen Sohn Manlio zur Hilfe zu eilen, glitt er aus und zog sich eine tödliche Kopfverletzung zu.
Cesàros Hauptarbeitsgebiet war die Differentialgeometrie. Er interessierte sich aber auch für Zahlentheorie und verbesserte Tschebyschows Resultate über die Primzahlverteilung. Des Weiteren arbeitete er in der mathematischen Physik, befasste sich mit Elastizitätstheorie und trug zur Verbreitung der Maxwellschen Elektrodynamik bei. In der Analysis führte er einen erweiterten Konvergenzbegriff für Reihen ein, die später nach ihm benannte Cesàro-Konvergenz. Auch der Satz von Stolz-Cesàro trägt seinen Namen.

## Werke
Ernesto Cesàro hat einige wichtige Standardwerke verfasst:
- Corso di analisi algebrica con introduzione al calcolo infinitesimale 1894, ISBN 1-4297-0100-5.
- Lezioni di geometria intrinseca 1896, ISBN 1-4297-0344-X (unter dem Titel Vorlesungen über natürliche Geometrie auch auf Deutsch erhältlich)
- Elementi di calcolo infinitesimale con numerosi applicazioni geometriche 1905, ISBN 1-4297-0178-1.